# سيمون توماس
سيمون توماس (12 أبريل 1990 فيكتوريا كندا - ) هو لاعب كرة قدم كندي يلعب كحارس مرمى.

## وصلات خارجية
سيمون توماس على موقع اتحاد النرويج (النرويجية)
- سيمون توماس على موقع الدوري الأمريكي (الإنجليزية)
- سيمون توماس على موقع قاعدة بيانات كرة القدم.إي يو (الإنجليزية)
- سيمون توماس على موقع ناشيونال فوتبول تيمز (الإنجليزية)
- سيمون توماس على موقع Soccerbase.com (لاعب) (الإنجليزية)
- سيمون توماس على موقع Soccerway.com (الإنجليزية)
- سيمون توماس على موقع عالم كرة القدم.نت (الإنجليزية)